# Nuna 4
De Nuna 4 is een zonnewagen die in 2007 de World Solar Challenge 2007 in Australië won.

## Deelname wedstrijd
Nuna 4 slaagde net als zijn voorgangers Nuna 1, de Nuna 2 en de Nuna 3 erin de wedstrijd te winnen. De Nuna 4 nam deel aan de nieuwe 'Challenge'-klasse met vernieuwde reglementen, waaronder verplichting van een rolkooi, een rechte zithoek voor de bestuurder en een maximaal oppervlak van 6 m2 aan zonnecellen.

## Ontwerp
De auto is gebouwd door 11 studenten van de Technische Universiteit Delft, verenigd in het Nuon Solar Team opnieuw begeleid door Wubbo Ockels, hoogleraar duurzame ontwikkeling. De studenten zijn afkomstig van verschillende studierichtingen als lucht- en ruimtevaarttechniek, industrieel ontwerpen, werktuigbouwkunde en elektrotechniek. Het team begon in september 2006 met het ontwerpen van Nuna 4.

## Constructie
De constructie bestaat uit composietdelen waarbij met een pastatechniek het moedermodel werd geproduceerd. Met behulp van mallen werd direct het eindproduct gemaakt. Dit betrof de wielschermen, de bovenshell en ondershell alsmede de canapé en het aerodynamisch gevormde bestuurdersscherm.
Het team reed de eerste testrondes begin augustus 2007 op de testbaan van DAF in Sint-Oedenrode. Op 21 oktober 2007 startte de auto in Darwin in het noorden van Australië. Op 25 oktober finishte Nuna4 om 16:55 uur als eerste in de zuidelijke stad Adelaide.

## Technische gegevens Nuna 4
| Technische gegevens            |                                                                              |
| ------------------------------ | ---------------------------------------------------------------------------- |
| Afmetingen                     | Lengte: 4.72 m Breedte: 1.68 m Hoogte: 1.10 m                                |
| Gewicht (excl. coureur)        | 202 kg                                                                       |
| Aantal wielen                  | 3                                                                            |
| Aantal zonnecellen             | 2318 cellen (Gallium-Arsenide Triple Junction)                               |
| Totale oppervlakte zonnecellen | 6 m²                                                                         |
| Efficiëntie zonnecellen        | > 26 %                                                                       |
| Motor                          | InWheel Direct Drive Elektromotor (Efficiëntie: 97 – 99 %)                   |
| Accu                           | 30 kg Lithium-ion polymeer accu                                              |
| Carrosserie                    | Koolstofvezel en Twaron (aramidevezel)/ Geïntegreerde composieten rolkooi    |
| Voorwielophanging              | Dubbele A-armen van koolstofvezel met aluminium / Koolstofvezel schokdempers |
| Achterwielophanging            | Liggende vork van koolstofvezel / Aluminium connectiepunten                  |
| Banden                         | Michelin Solar Radial 16 inch (slicks)                                       |
| Rolweerstand                   | 10 keer kleiner dan een normale auto                                         |
| Luchtweerstand                 | 6 keer kleiner dan een normale auto                                          |
| Kenteken                       | ZZ-78-61                                                                     |